# Mirocetus riabinini
Il miroceto (Mirocetus riabinini) è un cetaceo estinto, forse appartenente agli odontoceti. Visse nell'Oligocene medio (circa 30 - 28 milioni di anni fa) e i suoi resti fossili sono stati ritrovati in Azerbaigian. 

## Descrizione
Questo animale è noto solo per un fossile incompleto, che non permette una facile ricostruzione. Mirocetus sembra unire un bizzarro mix di caratteristiche primitive e derivate. Le prime includono un processo infraorbitale dotato di denti nella mascella, così come un omero ancora allungato con tanto di cresta deltoide ben sviluppata e forse anche un'articolazione mobile del gomito. Caratteristiche più derivate includono invece la forma della fossa temporale, parzialmente ricoperta, e un largo processo ascendente della mascella. 

## Classificazione
Mirocetus riabinini venne descritto per la prima volta nel 1970, sulla base di fossili ritrovati nella zona di Dzhangi, in Azerbaigian. Un'analisi cladistica del 2015 ha indicato Mirocetus come un membro basale degli odontoceti, grazie a caratteristiche tipiche del gruppo quali il processo ascendente della mascella e la fossa temporale parzialmente ricoperta. Le caratteristiche più primitive, tipiche degli archeoceti basilosauridi e pressoché uniche tra gli odontoceti, potrebbero riflettere almeno in parte la mancanza di resti postcranici descritti degli odontoceti primitivi. La posizione filogenetica di Mirocetus non è chiara, ma potrebbe essere molto vicina alla famiglia degli Xenorophidae alla base degli odontoceti (Sanders e Geisler, 2015).